# Copa Catalunya de futbol masculina 1992-1993
La Copa Catalunya de futbol masculina 1992-1993 fou la IVa edició de la Copa Catalunya, aleshores Copa Generalitat.

## Quarts de final
| 27 març 1993 | UDA Gramenet | 0 - 0           | UE Figueres | Palamós                                         |  |
|              |              | [ 1 ]           |             | Camp Nou Municipal de Palamós · Pérez Sánchez · |  |
|              |              | Tanda de penals |             |                                                 |  |
|              |              | 5-4             |             |                                                 |  |

| 27 març 1993 | Palamós CF     | 2 - 2           | RCD Espanyol       | Palamós                                         |  |
|              | Lemish 55' 63' | [ 2 ]           | Ayúcar 76' · Lluís | Camp Nou Municipal de Palamós · José Torrisco · |  |
|              |                | Tanda de penals |                    |                                                 |  |
|              |                | -               |                    |                                                 |  |

| 30 març 1993 | CE Sabadell FC                               | 5 - 1 | FC Andorra  | Lleida                           |  |
|              | Ramalho 28' 42' · Manuel 66' 69' · Sergi 85' | [ 3 ] | Donosti 88' | Camp d'Esports · Uzcudum Gómez · |  |

| 30 març 1993 | UE Lleida | 0 - 1 | FC Barcelona | Lleida                             |  |
| 20:30        |           | [ 4 ] | Vucevic 88'  | Camp d'Esports · Burrueco Moreno · |  |

## Semifinals
| 22 abril 1993 | UDA Gramenet | La Gramenet es retirà | RCD Espanyol | Terrassa                     |  |
|               |              | [ 5 ]                 |              | Estadi Olímpic de Terrassa · |  |

| 22 abril 1993 | FC Barcelona                 | 3 - 1 | CE Sabadell FC | Terrassa                                                     |  |
| 20:30         | Quique 67' 79' · Eusebio 73' | [ 6 ] | Ricardo 71'    | Estadi Olímpic de Terrassa · 7.000 espectadors · Vico Díaz · |  |

## Final
| FC Barcelona                    | 4 - 3 | RCD Espanyol                                |
| ------------------------------- | ----- | ------------------------------------------- |
| Salinas 17' 31' 34' · Pablo 60' | [ 7 ] | Santi Cuesta 39' · Escaich 42' · Ayúcar 69' |

| Barcelona | Espanyol |

| POR          |  | Carles Busquets           |  |     |
| DEF          |  | Albert Ferrer             |  | 46' |
| DEF          |  | Ronald Koeman             |  |     |
| DEF          |  | Miquel Soler              |  |     |
| MIG          |  | Òscar García              |  | 76' |
| MIG          |  | Guillermo Amor            |  | 46' |
| DEF          |  | Miquel Àngel Nadal        |  |     |
| MIG          |  | Goran Vucevic             |  |     |
| DAV          |  | Pablo Maqueda             |  |     |
| DAV          |  | Julio Salinas             |  |     |
| DAV          |  | Hristo Stoítxkov          |  | 46' |
| Substituts:  |  |                           |  |     |
| DEF          |  | Pablo Alfaro              |  | 46' |
| MIG          |  | Richard Witschge          |  | 46' |
| DAV          |  | Aitor Begiristain "Txiki" |  | 46' |
| DEF          |  | José Ramón Alexanco       |  | 76' |
| Entrenador:  |  |                           |  |     |
| Johan Cruyff |  |                           |  |     |

| POR                    |  | Bixente Biurrun            |  |     |
| DEF                    |  | César González "Mendiondo" |  | 61' |
| DEF                    |  | Sergio Morgado             |  |     |
| DEF                    |  | Albert Albesa              |  |     |
| DEF                    |  | Andrei Mokh                |  |     |
| MIG                    |  | Urbano Ortega              |  | 61' |
| MIG                    |  | Juan Elgezábal             |  | 81' |
| MIG                    |  | Ángel Luis                 |  |     |
| MIG                    |  | Santi Cuesta               |  | 55' |
| DAV                    |  | Xavier Escaich             |  |     |
| DAV                    |  | Jordi Lardín               |  |     |
| Substituts:            |  |                            |  |     |
| MIG                    |  | Enrique Ayucar             |  | 55' |
| DEF                    |  | Eloy Pérez                 |  | 61' |
| MIG                    |  | Francisco López            |  | 61' |
| MIG                    |  | Vicente Fernández          |  | 81' |
| Entrenador:            |  |                            |  |     |
| José Manuel Díaz Novoa |  |                            |  |     |